# IMSA Prototype Challenge
L'IMSA Michelin Prototype Challenge, anciennement l'IMSA Prototype Challenge  de 2017 à 2019, l'IMSA Prototype Challenge présentée par Mazda en 2016 et l'IMSA Prototype Lites de 2006 à 2015, est un championnat de course automobile de type endurance fondé en 2006 et organisé par l'IMSA. La plupart des courses sont organisées conjointement avec le championnat WeatherTech SportsCar Championship.

## Identité visuelle

2016
2018
2019
Depuis 2020

## Palmarès
| Saison | Classe | Pilote(s) Champion(s)                 | Masters Champion         | Ecurie Champione              |
| ------ | ------ | ------------------------------------- | ------------------------ | ----------------------------- |
| 2006   | L1     | Adam Pecorari (en)                    | n/a                      | Cape Motorsports              |
| 2006   | L2     | Dan McBreen                           | n/a                      | PVM Racing                    |
| 2006   | L3     | n/a                                   | n/a                      | n/a                           |
| 2007   | L1     | Gerardo Bonilla (en)                  | n/a                      | B-K Motorsports               |
| 2007   | L2     | Robby Card                            | n/a                      | PVM Racing                    |
| 2007   | L3     | Richard Spicer                        | n/a                      | Spicer-Hagerman               |
| 2008   | L1     | Jonathan Goring                       | Jon Brownson             | Comprent Motorsports          |
| 2008   | L2     | Tom Drewer                            | Eric Vassian             | WEST Racing                   |
| 2008   | L3     | Chris Funk                            | Chris Funk               | KC Racing                     |
| 2009   | L1     | Joel Feinberg                         | Gary Gibson              | Eurosport Racing              |
| 2009   | L2     | John Weisberg                         | Alain Nadal              | Berg Racing                   |
| 2009   | L3     | Chris Doyle                           | Chris Funk               | Surface Exploration           |
| 2010   | L1     | Charlie Shears                        | Charlie Shears           | CORE Autosport                |
| 2010   | L2     | John Weisberg                         | Jim Garrett              | Berg Racing                   |
| 2011   | L1     | Ricardo Vera                          | Daniel Mancini           | Eurosport                     |
| 2011   | L2     | Robert Sabato                         | Alan Wilzig (en)         | 6th Gear Racing               |
| 2012   | L1     | Tristan Nunez                         | Jon Brownson             | Performance Tech Motorsports  |
| 2012   | L2     | Scott Tucker                          | Alan Wilzig (en)         | Level 5 Motorsports           |
| 2013   | L1     | Sean Rayhall                          | Jon Brownson             | Performance Tech Motorsports  |
| 2013   | L2     | Brian Alder                           | Jerome Mee               | Ansa Motorsports              |
| 2014   | L1     | Mikhail Goikhberg                     | John Falb                | JDC Motorsports               |
| 2014   | L2     | Brian Alder                           | Jerome Mee               | BAR1 Motorsports              |
| 2015   | L1     | Kenton Koch                           | John Falb                | JDC Motorsports               |
| 2015   | L2     | Brian Alder                           | n/a                      | BAR1 Motorsports              |
| 2016   | L1     | Clark Toppe                           | Joel Janco               | JDC Motorsports               |
| 2017   | LMP3   | Colin Thompson (en)                   | Naj Husain               | P1 Motorsport (en)            |
| 2017   | MPC    | Kyle Masson (en)                      | Stuart Rettie            | Performance Tech Motorsports  |
| 2018   | LMP3   | Kris Wright (en)                      | Cameron Cassels          | #30 Extreme Speed Motorsports |
| 2018   | MPC    | Jon Brownson                          | n/a                      | #34 Eurosport Racing          |
| 2019   | LMP3   | Austin McCusker Rodrigo Pflucker (es) | Joel Janco               | #47 Forty7 Motorsports        |
| 2020   | LMP3   | Matthew Bell Naveen Rao               | Steven Thomas            | #64 K2R Motorsports LLC       |
| 2021   | LMP3-1 | Dakota Dickerson Josh Sarchet         | David Grant Keith Grant  | #54 MLT Motorsports           |
| 2021   | LMP3-2 | Danny Kok George Staikos              | Danny Kok George Staikos | #61 Conquest Racing           |